# Церковь Николая Чудотворца (Абрамовская)
Церковь Николая Чудотворца — недействующей православный храм на территории Малошуйского погоста в селе Абрамовская Онежского района Архангельской области. Памятник градостроительства и архитектуры федерального значения